# Meromyza modesta
Meromyza modesta är en tvåvingeart som beskrevs av Lidia Ivanovna Fedoseeva 1978. Meromyza modesta ingår i släktet Meromyza och familjen fritflugor.
Artens utbredningsområde är Kalifornien. Inga underarter finns listade i Catalogue of Life.